# Interaktivní video
Interaktivní video je druh videosekvence, filmu nebo animace obsahující klikatelné oblasti. Pomocí myši nebo klávesnice lze vyvolat uživatelem volitelné akce (pozastavit obraz, zobrazit menu, přejít na jinou část, zobrazit nápovědu atd.).

## Charakteristika
Interaktivní video se skládá ze základní části - filmu / videosekvence a z interaktivní vrstvy, která v sobě nese informace o klikatelných oblastech (hotspotech), událostech a akcích, které jsou vyvolány při najetí myši, kliknutí nebo stiskutí dané klávesy.
Od roku 2005 se počet interaktivních filmů / videí razantně zvýšil v důsledku nárůstu počtu uživatelů, kteří mají přístup na internet a vývojem videí typu Flash.

## Druhy interaktivních videí

### Plně klikatelná videa
Jedním z druhů interaktivních videí jsou plně klikatelná videa. Využívají nový způsob kódování videa, umožňující uživatelům kliknout na každou osobu, místo nebo objekt na videu.

### Přizpůsobitelná on-line interaktivní videa
Přizpůsobitelná interaktivní videa umožňují uživateli upravit některé složky možné změny a poté přehrát video přizpůsobené konkrétním požadavkům uživatele.

### Konverzační online interaktivní videa
Konverzační videa umožňují uživateli komunikovat s videem ve formě imaginární jednoduché konverzace s postavami ve videu.

### Průzkumná on-line interaktivní videa
Průzkumná videa umožňují uživateli pohybovat se prostorem, nebo prohlížet si určitý objekt, např. umělecká díla z několika úhlů, čímž je prakticky vytvářen reálný pohled jako při skutečném fyzickém zkoumání určitého objektu. Objekt nebo prostor je popsán pomocí video smyčky.

### Interaktivní video v počítačových hrách
Pojem interaktivní video vznikl současně s vynálezem Laser disců (LD) (s předchůdci mediálních nosičů CD a DVD). Hráč mohl náhodně přeskakovat pořadí kapitol a zvolit si tak vlastní děj hraného příběhu. První interaktivní počítačovou hrou bylo arkádové Dračí doupě, kde hráč ovládal plně pohyblivou postavu a v překážkových situacích vytvořených tvůrcem, rozhodoval o dalším jednání své postavy pomocí joysticku.
Nedostatek interaktivity, omezená paleta barev (maximálně 64 barev), která způsobila výrazně zhoršený obraz, způsobily pokles oblíbenosti u hráčů a přechod ke hrám na modernějším mediálním nosiči.

### Laser disc (LD)
Laserdisc nabízel vyšší kvalitu zvuku i obrazu než jeho předchůdci MCA a VHS, přesto byl populárnější v oblastech jihovýchodní Asie než ve Spojených státech amerických, Evropě a Austrálii. Stal se tedy spíše inspirací k výrobě jeho dalších následovníků - CD a DVD.
K prodeji byl nabízen až roku 1978, což bylo čtyři roky po jeho patentování společností Philips, dva roky po uvedení VHS rekordérů na trh a čtyři roky před zahájením používání CD, která jsou na technologii Laserdisců. Výroba LD pokračovala do roku 2009, kdy byla distribuce ukončena. V celém světě se dohromady prodalo 16,8 milionů LD, z toho 9,5 milionů pod značkou Pioneer. Od roku 2000 byl LD plně nahrazen formátem DVD.

#### Technické informace
Standardní domácí Laser disc měl v průměru 30 cm a skládal se dvou hliníkových disců v plastovém obalu. Obsahoval analogové video s analogovým, později digitálním zvukem.

## Interaktivní film v českém kině
První interaktivní film v tehdejší Československé republice, jehož autorem je Radúz Činčera, byl představen v roce 1971 a následně režimem této doby zakázán. Jednalo se o snímek Člověk a jeho dům, představený v Kinoautomatu. V průběhu děje vystoupil před diváky moderátor a požádal je o zvolení pokračování příběhu formou volby mezi dvěma tlačitky. Většinové hlasování pak rozhodlo o pokračování děje. V roce 2007 se tento snímek vrátil na scénu díky dceři Radúze Činčery, Aleně Činčerové. Celý příběh nabízí osm voleb diváků a tak vytvoření děje filmu dle jejich přání.